# Hirtaeschopalaea
Hirtaeschopalaea – rodzaj chrząszczy z rodziny kózkowatych. 

## Zasięg występowania
Przedstawiciele tego rodzaju występują w Japonii, Chinach, Indiach oraz Azji Płd.-Wsch.

## Systematyka
Do Hirtaeschopalaea należy 7 gatunków:
- Hirtaeschopalaea albolineata
- Hirtaeschopalaea borneensis
- Hirtaeschopalaea celebensis
- Hirtaeschopalaea dorsana
- Hirtaeschopalaea asciculata
- Hirtaeschopalaea nubila
- Hirtaeschopalaea robusta